# Sogou
Sogou (chinois : 搜狗 ; pinyin : sōugǒu ; litt. « chien (qui) fouille ») est un moteur de recherche chinois crée le 3 août 2004. Il appartient à la société Sogou, filiale de Sohu.com.
Comme dans le cas du moteur chinois Baidu, le moteur Sogou contient également une encyclopédie en ligne.

## Histoire
En juillet 2015, selon le classement Alexa, le moteur de recherche est au 123e rang mondial des sites internet, et 24e pour Internet en Chine.
En septembre 2020, Tencent annonce l'acquisition de Sogou pour 3,5 milliards de dollars. Avant cette annonce Tencent détenait une participation de 39,2 % dans Sogou.